# Analyse factorielle des correspondances
Pour les articles homonymes, voir AFC.
L'analyse factorielle des correspondances (AFC) est une méthode statistique d'analyse des données qui permet d'analyser et de hiérarchiser les informations contenues dans un tableau rectangulaire de données et qui est aujourd'hui particulièrement utilisée pour étudier le lien entre deux variables qualitatives (ou catégorielles). Elle a été mise au point à partir des années 1960 par Jean-Paul Benzécri et son équipe, d'abord à la faculté des sciences de Rennes, puis à celle de Jussieu à Paris au sein du laboratoire de statistique multidimensionnelle. Elle se rattache à la famille des analyses factorielles qui regroupe différentes méthodes d'analyses de grands tableaux rectangulaires de données, visant toutes à identifier et à hiérarchiser des facteurs corrélés aux données placées en colonnes.

## Introduction
Les méthodes d'analyse factorielle des correspondances (AFC), tout comme celles d'analyse en composantes principales (ACP), s'utilisent pour décrire et hiérarchiser les relations statistiques qui peuvent exister entre des individus placés en ligne et des variables placées en colonnes dans un tableau rectangulaire de données. L’une et l’autre de ces deux méthodes considèrent le tableau de données comme un nuage de points dans un espace mathématique ayant autant de dimensions qu’il y a de colonnes dans le tableau de données ; elles cherchent à le projeter sur des axes ou des plans (appelés factoriels) de façon que l’on puisse en visualiser et étudier au mieux la forme et donc rechercher globalement des corrélations. La spécificité de l’AFC est qu’elle considère en même temps un nuage de point représentant les lignes (individus) et un autre représentant les colonnes (variables).
Les Logiciels d’AFC fournissent donc, en sortie, une ou plusieurs figures de plans factoriels sur lesquels sont positionnés à la fois les individus et les variables. Par exemple, la participation croisée boursière : si 6 investisseurs répartissent leurs portefeuilles entre 10 entreprises, on obtient par AFC une carte comprenant 16 points, dont 6 représentent chacun des investisseurs et les 10 autres représentent chacune des 10 entreprises. L'analyse informe sur la distance entre les points, permettant d'interpréter indirectement les pourcentages de participation au capital des entreprises.
La technique de l'AFC est essentiellement utilisée pour de grands tableaux de données toutes comparables entre elles (si possible exprimées toutes dans la même unité, comme une monnaie, une dimension, une fréquence ou toute autre grandeur mesurable). Elle peut en particulier permettre d'étudier des tableaux de contingence (ou tableau croisé de cooccurrence). Ainsi, les méthodes factorielles permettent par exemple l'analyse d'un tableau « agrégé » de mesures, correspondant aux requêtes du type SELECT COUNT(*) FROM .. GROUP BY (tuple_dimensions) en langage SQL ou aux tableaux croisés dynamiques dans un tableur (LibreOffice Calc, Microsoft Excel ou Google Spreadsheet par exemple).

## Principe
Le principe de ces méthodes est de partir sans a priori sur les données et de les décrire en analysant la hiérarchisation de l'information présente dans les données. Pour ce faire, les analyses factorielles étudient l'inertie du nuage de points ayant pour coordonnées les valeurs présentes sur les lignes du tableau de données. La « morphologie du nuage » et la répartition des points sur chacun de ces axes d'inertie permettent alors de rendre lisible et hiérarchiser l'information contenue dans le tableau.
Mathématiquement, après avoir centré et réduit le tableau de données que l'on a affecté d'un système de masse (par exemple, les sommes marginales de chaque ligne), on calcule la matrice d'inertie associée et on la diagonalise. La répartition de l'information selon les différents axes est représentée par l'histogramme des valeurs propres. On effectue alors un changement de base selon ses vecteurs propres, c'est-à-dire selon les axes principaux d'inertie du nuage de points. On projette alors les points figurant chaque ligne sur les nouveaux axes. L'ensemble de l'information est conservée, mais celle-ci est maintenant hiérarchisée, axe d'inertie par axe d'inertie. L'histogramme des valeurs propres permet de voir le type de répartition de l'information entre les différents axes et l'étendue en dimension de celle-ci.
Le premier axe d'inertie oppose les points, c'est-à-dire les lignes du tableau ayant les plus grandes distances ou « différences ». La première valeur propre d'inertie, (associée à ce premier axe) mesure la quantité d'information présente le long de cet axe, c'est-à-dire dans cette opposition. On analyse ainsi les différents axes, en reconstituant progressivement la totalité des données.
Plusieurs méthodes d'analyse des correspondances existent, qui diffèrent par le type de représentation de l'information, c'est-à-dire de métrique, ou de système de masse qu'elles utilisent.
L'AFC développée par Jean-Paul Benzécri et ses collaborateurs emploie la métrique du khi-deux : chaque ligne est affectée d'une masse qui est sa somme marginale, le tableau étudié est le tableau des profils des lignes, ce qui permet de représenter dans le même espace à la fois les deux nuages de points associés aux lignes et aux colonnes du tableau de données ; elle est par ailleurs très agréablement complétée par des outils de classification ascendante hiérarchique (CAH) qui permettent d'apporter des visions complémentaires, en particulier en construisant des arbres de classification des lignes ou des colonnes.
Pour chaque point représentatif des lignes ou des colonnes du tableau de données, nouvel axe par nouvel axe, on s'intéresse à ses nouvelles coordonnées, au cosinus carré de l'angle avec l'axe (ce qui est équivalent à un coefficient de corrélation), ainsi qu'à sa contribution à l'inertie expliquée par l'axe (c'est-à-dire à sa contribution à la création de l'axe).
Il existe deux contraintes particulières sur les données : d'une part, les tableaux ne peuvent comporter de cases vides et d'autre part, seules des valeurs positives sont permises. De plus, compte tenu de la métrique du chi-deux employée par l'AFC, cette méthode accorde une importance plus grande aux lignes de somme marginale élevée. Si nous utilisons des tableaux quantitatifs et souhaitons équilibrer la contribution de chaque ligne au calcul de l'inertie, nous devons transformer le tableau pour assurer à chaque ligne une somme marginale égale. Pour ce faire, on peut dédoubler chaque ligne, en lui adjoignant un tableau de complément. À chaque valeur {\displaystyle f_{ij}}, on fait correspondre une valeur dédoublée {\displaystyle k-f_{i,j}}, avec {\displaystyle k\geq \max f_{i,j}}.
Par l'AFC, il est tout autant possible d'analyser des tableaux contenant des mesures quantitatives que des indications qualitatives, (par exemple une donnée « couleur »), ces deux types ne pouvant être mélangés. Un cas particulier de la deuxième catégorie de tableau est constituée par les tableaux « disjonctifs » ; plusieurs variables constituent les colonnes : elles sont toutes découpées en plusieurs modalités, dont une et une seule est vraie par individu. Lors d'une analyse factorielle, on peut rajouter des données « supplémentaires », c'est-à-dire que l'on ne fait pas intervenir dans le calcul de l'inertie, mais que l'on projette sur les axes.

## Exemple d'application
Par exemple, on a demandé à un ensemble d'électeurs leur département et leur vote à l’élection présidentielle. Il est commode de regrouper ces données dans un tableau de contingence. Supposons qu'il y a {\displaystyle I} candidats et {\displaystyle J} départements :
{\displaystyle M={\begin{bmatrix}n_{1,1}&n_{1,2}&\cdots &n_{1,J}\\n_{2,1}&n_{2,2}&\cdots &n_{2,J}\\\vdots &\vdots &\ddots &\vdots \\n_{I,1}&n_{I,2}&\cdots &n_{I,J}\\\end{bmatrix}}}
{\displaystyle n_{i,j}} représente le nombre de personnes ayant voté pour le candidat i dans le département j.
Fréquemment, on utilise la fréquence remplaçant le nombre de personnes.
{\displaystyle f_{i,j}={\frac {n_{i,j}}{\sum _{i,j}n_{i,j}}}} ,
{\displaystyle M={\begin{bmatrix}f_{1,1}&f_{1,2}&\cdots &f_{1,J}\\f_{2,1}&f_{2,2}&\cdots &f_{2,J}\\\vdots &\vdots &\ddots &\vdots \\f_{I,1}&f_{I,2}&\cdots &f_{I,J}\\\end{bmatrix}}}
On note 
{\displaystyle f_{i,\cdot }=\sum _{j}f_{i,j}{\mbox{ et }}f_{\cdot ,j}=\sum _{i}f_{i,j}},
puis 
{\displaystyle {\frac {f_{i,j}}{f_{i,\cdot }}}{\mbox{ (resp. }}{\frac {f_{i,j}}{f_{\cdot ,j}}}{\mbox{) }}},
la j-ème coordonnée du i-ème profil-ligne (resp. la i-ème coordonnée du j-ème profil-colonne).
Un tel tableau est constitué dans la perspective de l'étude de la liaison entre deux variables catégorielles : Quels sont les candidats « préférés » dans un département ?

## Distanceχ2
Étudier la liaison entre deux variables qualitatives revient à étudier l'écart entre les données observées et une situation théorique d'indépendance. Cette situation théorique correspond au tableau :{\displaystyle {\tilde {f}}_{i,j}}
{\displaystyle {\tilde {f}}_{i,j}=f_{i,\cdot }f_{\cdot ,j}}
Si le tableau des données vérifie la relation d'indépendance {\displaystyle {\tilde {f}}_{i,j}=f_{i,j}}, alors tous les profils-lignes d'une part et tous les profils-colonnes d'autre part sont égaux au profil moyen correspondant.
L'écart à l'indépendance est pris en compte en considérant le tableau X de terme général :
{\displaystyle x_{i,j}={\frac {f_{i,j}}{f_{i,\cdot }f_{\cdot ,j}}}-1},
On peut tester l'hypothèse d'indépendance par le test {\displaystyle \chi ^{2}} (prononcé « ki carré » ou « ki deux »)
{\displaystyle \chi ^{2}=n\sum _{i,j}{\frac {(f_{i;j}-{\tilde {f}}_{i,j})^{2}}{{\tilde {f}}_{i,j}}}=n\sum _{i,j}\,{\tilde {f}}_{i,j}\,x_{i,j}^{2}},
Cette statistique vaut 0 ou proche 0 si les données observées vérifient le modèle d'indépendance. Mais cette statistique ne répond pas aux questions suivantes :
- Par case : quelles sont, entre une modalité ligne i et une modalité colonne j, les associations les plus remarquables ?
- Par ligne : quelles sont les départements qui ont un profil de vote particulier?
- Par colonne : quels sont les candidats qui ont un électorat particulier ?

Pour répondre à ces questions, on rappelle que l'analyse en composantes principales (ACP) peut réduire la dimension des problèmes et sélectionner les effets principaux. Mais une métrique spéciale est adaptée-la métrique du {\displaystyle \chi ^{2}}. Dans ce sens, l'AFC peut être considérée comme une analyse en composantes principales particulière dotée de la métrique du {\displaystyle \chi ^{2}} qui ne dépend que du profil des colonnes du tableau.
Considérons le tableau X, chaque ligne peut être considérée comme un point dans l'espace de dimension J, noté {\displaystyle {\mathbb {R}}^{J}}, dont chaque dimension est associée à une colonne du tableau X. On affecte à la ligne i un poids proportionnel à son effectif soit {\displaystyle f_{i,\cdot }}. Le centre de gravité est confondu avec l'origine des axes : 
{\displaystyle \sum _{i}f_{i,\cdot }x_{i,j}=0}

## Extension
La technique de l'AFC peut être utilisée pour des tableaux d'un autre type que tableau de contingence.
En revanche, son utilisation pour ces tableaux oblige toujours à des adaptations spécifiques au type de tableau.
On peut utiliser l'AFC sur des tableaux :
- logiques
- logiques dédoublés
- de notes d'intensité
- de rang
- de mesure
- qualitatifs

Lorsque l'on utilise l'AFC sur des tableaux disjonctifs complets ou de Burt, on utilise en réalité la méthode de l'analyse des correspondances multiples (ACM).

## Implémentations
- La bibliothèque de data-mining en Python orange contient le module d'AFC orngCA.
- L'outil statistique R contient les paquets : ade4, ca[3], vegan, MASS, ExPosition, etFactoMineR qui font de l'analyse factorielle des correspondances et de l'analyse des correspondances multiples.
- Un outil MATLAB pour l'analyse factorielle des correspondances : .
- La bibliothèque JavaScript CorrespondenceAnalysis, disponible sur GitHub sous licence MIT, implémente l'analyse factorielle des correspondances à la fois pour l'inclure côté client dans des sites web ou côté serveur avec Node.js.